# 벤지

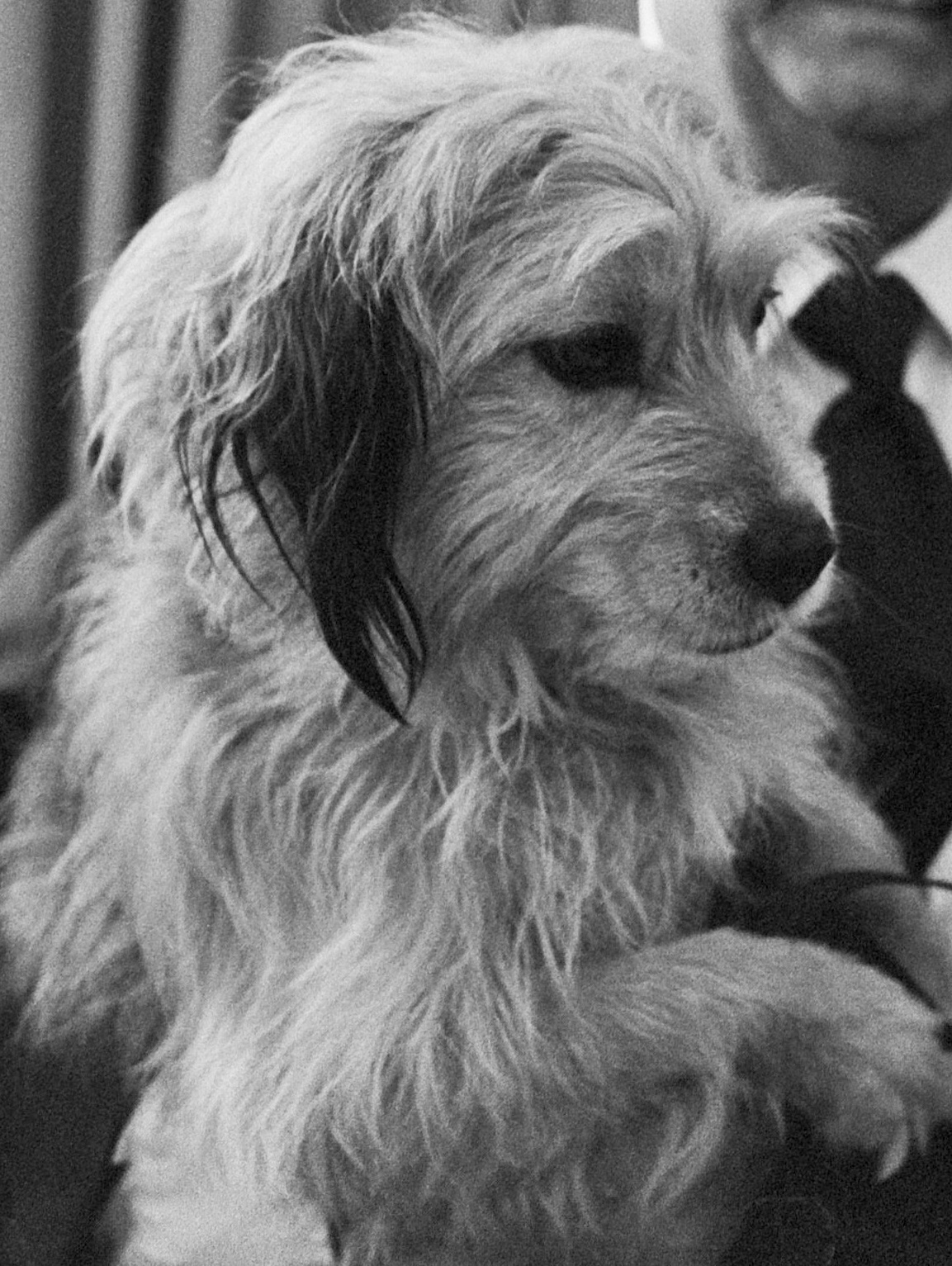

벤지(영어: Benji)는 1974년부터 제작된 벤지 프랜차이즈에 주인공으로 등장하는 개의 이름이다. 벤지는 작고 털이 복슬복슬한 잡종견으로, 사건의 중심에 놓이며 행복한 결말을 유도한다.
영화판의 경우 1974년 첫 영화 《벤지》부터 2004년 일곱 번째 영화 《Benji: Off the Leash!》까지는 전부 조 캠프가 감독·제작하였으며, 2018년에 나온 여덟 번째 영화 《Benji》는 아들 브랜던 캠프가 감독·제작하였다.

## 주인공 개
1대 벤지 히긴스는 코커 스패니얼, 미니어처 푸들, 슈나우저의 잡종견으로, 1963년 시트콤 《Petticoat Junction》에 개 역으로 출연하여 널리 알려졌다.

## 관련 작품

### 영화
- 벤지 (1974)
- Hawmps! (1976)
- 벤지 2 (1977)
- The Double McGuffin (1979)
- Oh! Heavenly Dog (1980)
- Benji the Hunted (1987)
- Benji: Off the Leash! (2004)
- Benji (2018)

### 텔레비전
- Benji's Very Own Christmas Story (1978)
- Benji at Work (1980)
- Benji Takes a Dive at Marineland (1981)
- Benji, Zax & the Alien Prince (1983)

### 다큐멘터리
- Benji's Life Story (1976)
- The Phenomenon of Benji (1978)